# Aelton Freitas
Aelton José de Freitas GOMM • GOMA (Iturama, 15 de dezembro de 1961) é um produtor rural, empresário, engenheiro agrônomo e político brasileiro, filiado ao Progressistas (PP).
Aelton atualmente reside na cidade mineira de Uberaba.

## Biografia

### Formação acadêmica, profissões e negócios próprios
Formado em engenharia agronômica pela Escola Superior de Agricultura e Ciências de Machado (ESACMA) do Centro Superior de Ensino e Pesquisa de Machado (CESEP) e pós-graduado pela Universidade do Estado de Minas Gerais (UEMG) bem como formado em Administração pela Universidade de São Paulo (USP) e pós-graduado pela Universidade Paris-Sorbonne francesa, Aelton possui fazendas de cultivo bem como para criação de gado que são suas empresas rurais.

### Vida pública
Aelton foi prefeito de Iturama de 1993 a 1997.
Em 1998, foi eleito 1° suplente do senador José Alencar a partir de fevereiro de 1999, tendo assumido a vaga deste em fevereiro de 2003 com a sua renúncia. Em 2005, foi admitido pelo presidente Luiz Inácio Lula da Silva à Ordem do Mérito Militar com o grau de Grande-Oficial especial.
Em 2006, foi eleito deputado federal pela primeira vez por Minas Gerais sendo o 35° mais votado no estado com 85.362 votos (0,87% dos válidos, à época). Em 2010, foi eleito a um novo mandato sendo o 28° mais votado com 106.192 votos (1,03% dos válidos de então) e reeleito em 2014 sendo o 39° mais votado com 91.103 votos (0,9% dos válidos). Não conseguiu a reeleição em 2018, obtendo 54.704 votos e ficando na primeira suplência, mas assumiu o mandato em 2021, graças a eleição de Margarida Salomão (PT) como prefeita de Juiz de Fora. Em 2022, agora filiado ao Progressistas, não conseguiu a reeleição, obtendo 50.777 e ficando como 3º suplente do partido.

#### Posicionamentos
No processo de destituição de Dilma Rousseff em 17 de abril de 2016, Aelton anunciou que seguiria a orientação do comando do partido de opor-se ao impedimento. De acordo com o portal O Antagonista, o apoio foi dado em troca de R$250 milhões do fundo partidário. De acordo com o próprio deputado, o apoio foi dado em troca de verba para a urbanização do perímetro urbano de Uberaba. O deputado cumpriu a sua parte na barganha e opôs-se à destituição com o seu voto. Dilma retribuiu no dia seguinte liberando R$50,5 milhões aos deputados do PR, dentre os quais Aelton.
Já no governo Temer, posicionou-se favorável à PEC do Teto dos Gastos Públicos. Em abril de 2017, posicionou-se favorável à Reforma Trabalhista. Em agosto de 2017, opôs-se ao processo em que pedia-se abertura de investigação a respeito do presidente Michel Temer, ajudando a arquivar a denúncia do Ministério Público Federal.